# Dorfkirche Schmorda

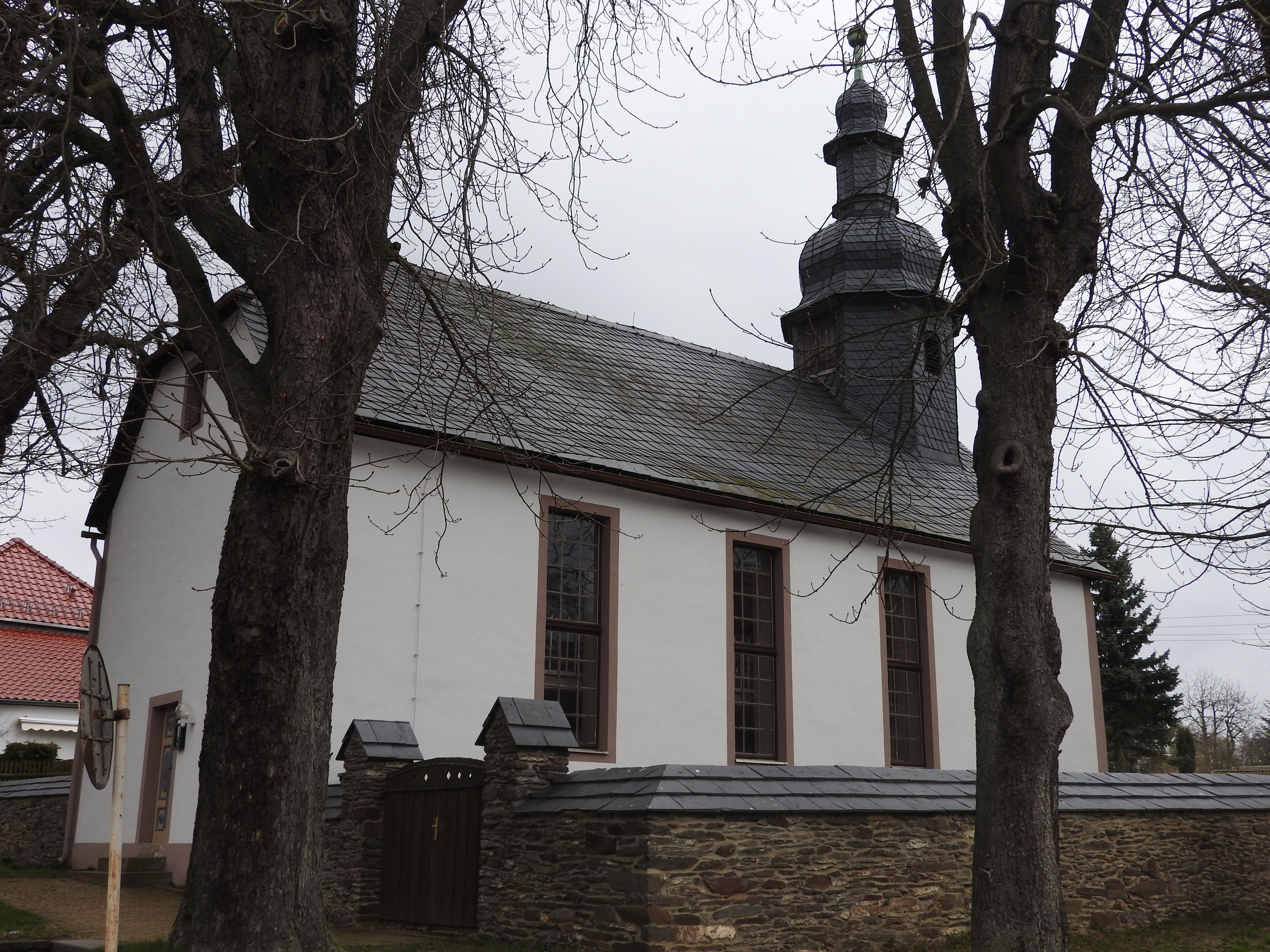
Dorfkirche Schmorda

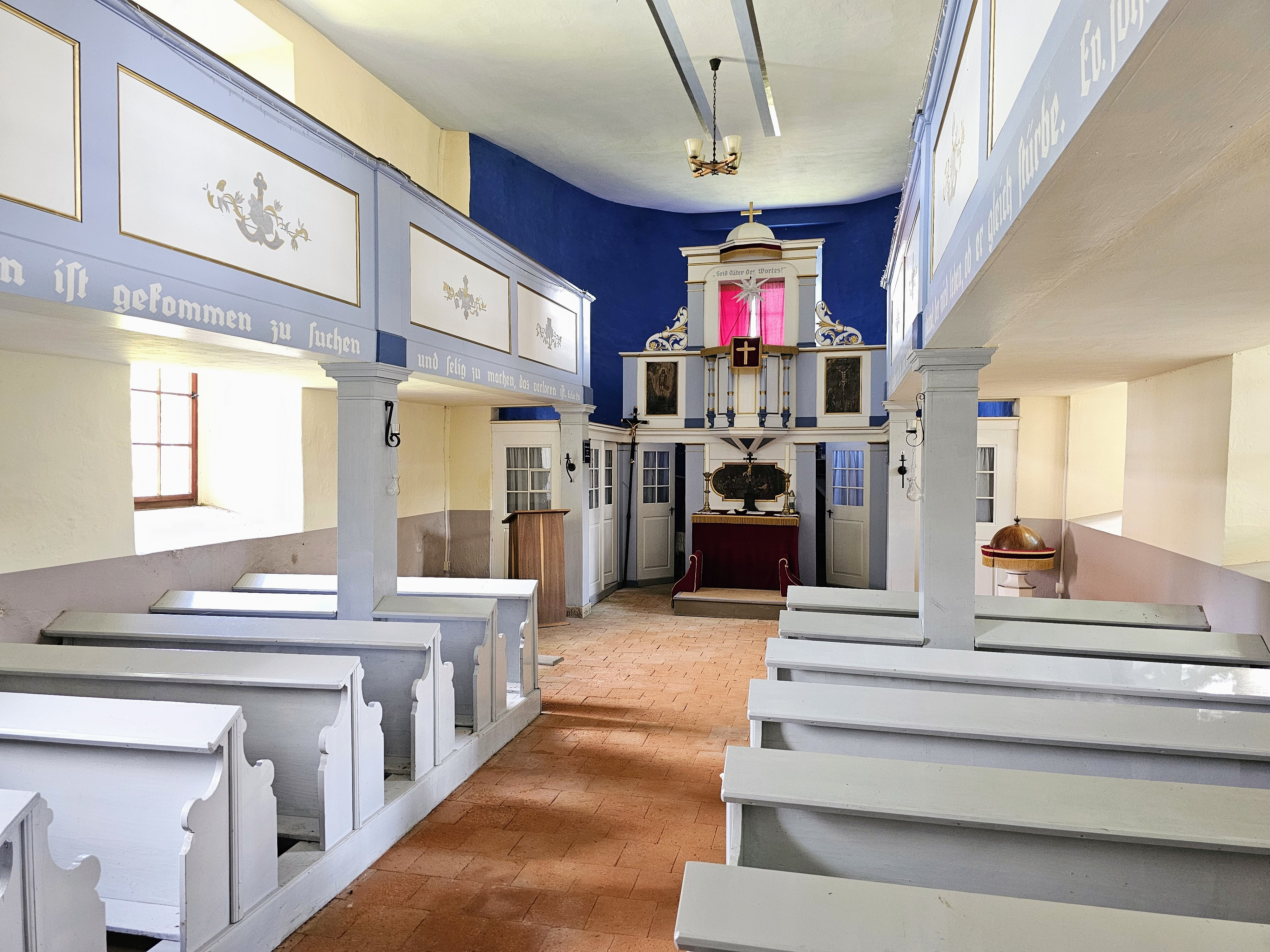
Innenraum (2023)

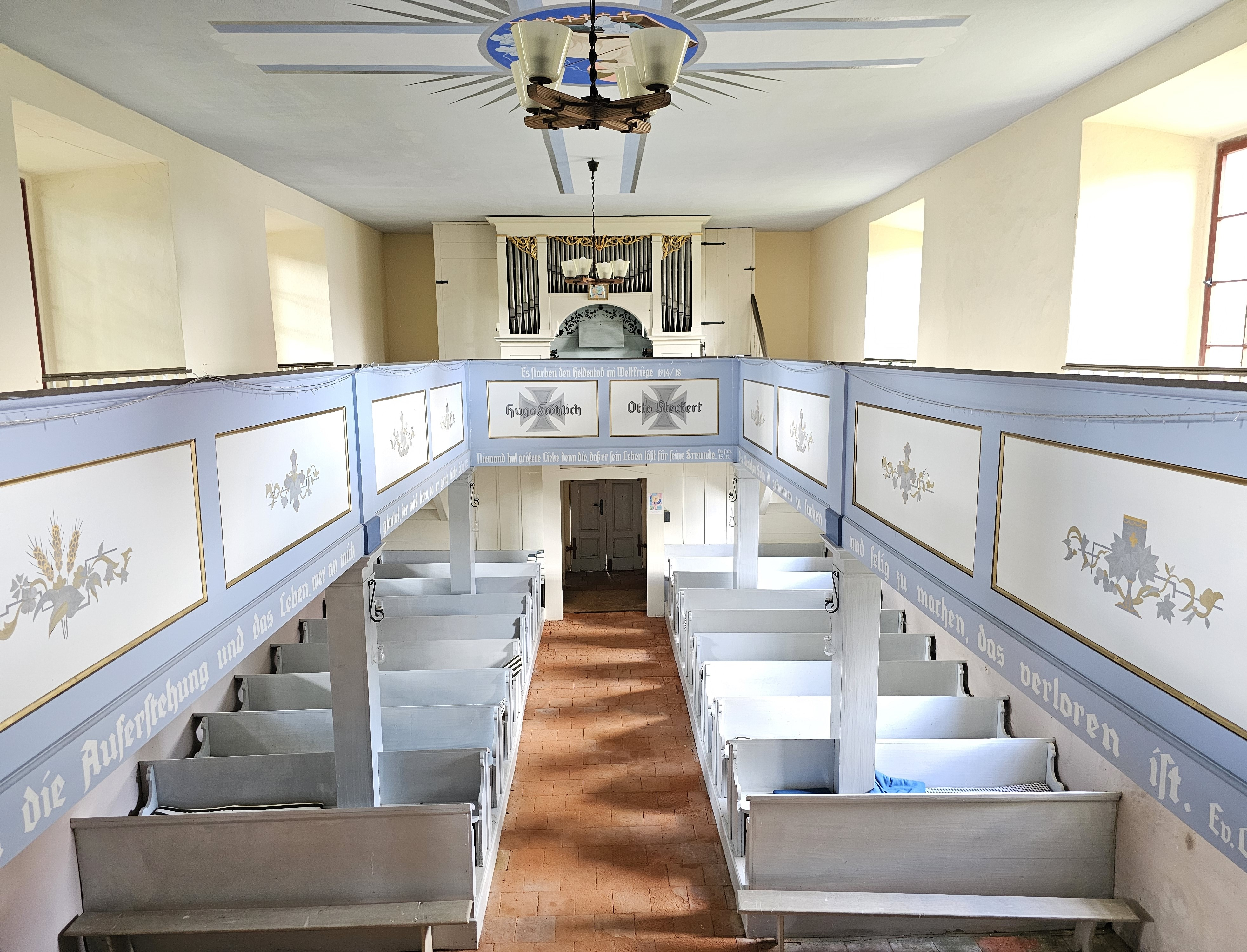
Innenraum, Blick zur Orgel

Die evangelisch-lutherische denkmalgeschützte Dorfkirche Schmorda steht in Schmorda, eine Gemeinde im Saale-Orla-Kreis von Thüringen. Die Kirchengemeinde Schmorda gehört zum Kirchengemeindeverband Ranis-Gräfendorf im Kirchenkreis Schleiz der Evangelischen Kirche in Mitteldeutschland. Das Kirchengebäude ist im Besitz der Gemeinde Schmorda.

## Beschreibung
Die heutige Saalkirche wurde im 19. Jahrhundert unter Verwendung von Teilen des Vorgängerbaus aus der Zeit der Spätromanik oder Frühgotik errichtet. Im Ostbereich wurde die Apsis des Vorgängerbaus umbaut, sodass sie innen noch als Halbrund erhalten ist. Aus dem schiefergedeckten Krüppelwalmdach erhebt sich ein achtseitiger Dachreiter, der im untersten Teil mit Klangarkaden versehen ist. Im Glockenstuhl hängt eine Kirchenglocke, die 1789 von Johann Meyer aus Rudolstadt gegossen wurde. Darauf sitzt eine bauchige Haube, die sich in einem Zwischenteil fortsetzt. Es ist bedeckt mit einer kleinen Haube, die in einer Turmkugel endet. 
Den mit einer Flachdecke überspannten Innenraum umzieht eine hufeisenförmige, eingeschossige Empore, die im Westen die Orgel trägt. Diese hat 7 Register auf einem Manual und Pedal und wurde im 19. Jahrhundert von einem unbekannten Orgelbauer gebaut. Die Brüstungen sind bereits in älterer Zeit bemalt worden. Das Hauptstück der ansonsten schlichten Kirchenausstattung ist der Kanzelaltar. Geschmückt ist er mit drei Bildern, über der Altarplatte das Letzte Abendmahl, rechts daneben die Kreuzigung, links die Auferstehung.